# SMILE×SMILE

SMILE×SMILE은 이이즈카 마유미의 7번째 음반이다. 2003년 7월 24일、도쿠마 저팬 커뮤니케이션즈에서 발매.

## 해설
- 이이즈카 마유미의 7번째 앨범. 선행 맥시싱글「Pure」와「네 목소리를 들려줘」를 포함한 전 10곡. 좋은 음악가.
- 3번째 싱글「caress/place to be」에 이어, 스웨덴의 뮤지션 토레 요한슨에 의한 프로듀스.
- 자켓이나 가사 카드의 글자는 거의 이이즈카 마유미의 손글씨풍.
- 전곡을 이이즈카 마유미가 단독으로 작사했다. 작곡、편곡은 다른 사람이 맡았다.

## 수록곡
（　）안은 차례대로 작사、작곡、편곡.
1. 너와 있었던 Memory/君といたmemory (이이즈카 마유미、cota、가토 미치아키）
2. My best friend（이이즈카 마유미, 마츠오카 모토키、마츠오카 모토키）
3. 드라이브하자!/ドライブしようよ!（이이즈카 마유미、이즈미카와 소라、토레 요한슨）
4. 미안해요/ごめんね（이이즈카 마유미、오카자키 리츠코、토레 요한슨）
5. Pure（이이즈카 마유미、토레 요한슨・솔바이 산도네스、토레 요한슨・솔바이 산도네스）
6. 유니폼/ユニフォーム（이이즈카 마유미、요시다 이사오、요시다 이사오）
7. 파티☆타임/パーティー☆タイム（이이즈카 마유미, 울프 토레슨、토레 요한슨）
8. 꼬옥/ぎゅっと。（이이즈카 마유미、도지마 코헤이、토레 요한슨）
9. Dream（이이즈카 마유미、하세가와 토모키、하세가와 토모키）
10. 그대의 목소리를 들려주세요 ～S×S version～/聴かせてよ君の声 ～S×S version～（이이즈카 마유미、하세가와 토모키、스즈키 "CHiBUN" 토모후미）